# UVB-76

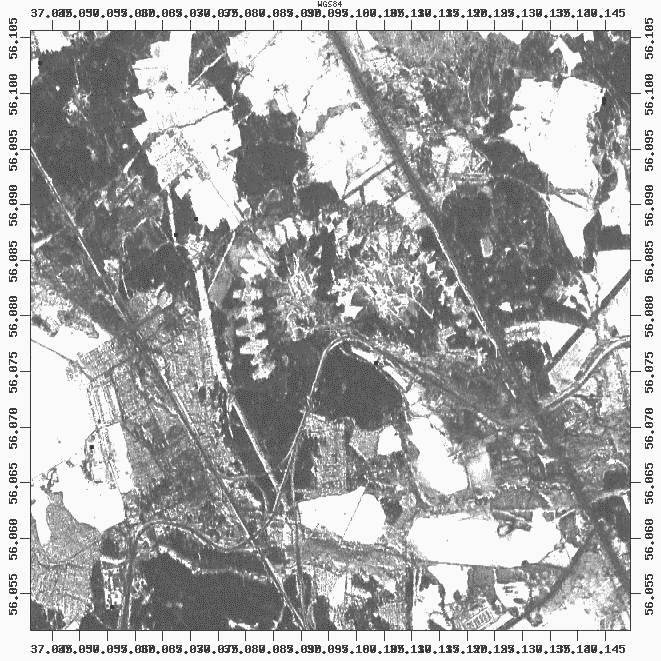
Mappa dell'area dove è collocata la vecchia base della stazione

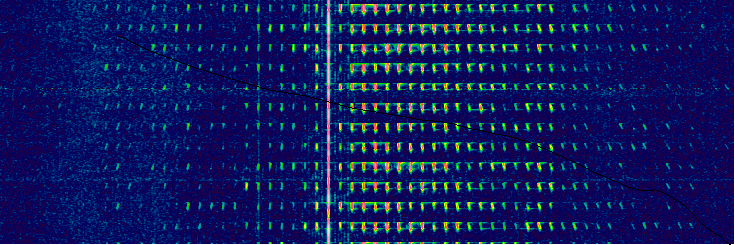
UVB-76 vista all'analizzatore di spettro

UVB-76, conosciuta anche come The Buzzer, è il soprannome dato da radioamatori e ascoltatori di onde corte ad una misteriosa stazione radio sovietica e, in seguito, russa.
La stazione abitualmente trasmette un breve e monotono ronzio (), ripetuto circa 25 volte al minuto, senza sosta. In alcune saltuarie occasioni, il suono si interrompe lasciando il posto a messaggi vocali cifrati in russo. Le trasmissioni sembrano essere iniziate nel 1973.

## Nome e caratteristiche della stazione
La stazione è soprannominata dai radioascoltatori di tutto il mondo "The Buzzer", in particolare quelli russi sono soliti chiamarla жужжалка (žužžalka, ovvero "brusio"). Il nome ufficiale della stazione è sconosciuto, sebbene i messaggi vocali trasmessi abbiano fatto intuire un possibile callsign: fino a settembre 2010 la stazione introduceva tutti i propri messaggi con l'identificativo UVB-76 (in cirillico: УВБ-76), anche se è probabile che la Ze (З) fosse in realtà stata erroneamente interpretata come una Ve (В) e che, quindi, l'identificativo corretto fosse invece UZB-76 (УЗБ-76). Da settembre 2010 il sito di trasmissione è stato spostato e il callsign da quel momento utilizzato all'interno dei messaggi vocali è stato MDZhB (МДЖБ, pronunciato "Mikhail, Dimitri, Zhenya, Boris"). Dalla fine del 2015 è stato utilizzato un nuovo callsign, ZhUOZ (ЖУОЗ, pronunciato "Zhenya, Ulyana, Olga, Zinaida"), mentre quello attuale è NZhTI ("Nikolay, Zhenya, Tatyana, Ivan").
La trasmissione avviene in AM e in modulazione a banda laterale singola con soppressione della banda inferiore (USB) sulle frequenze 4.625 kHz e, dal 2015, anche 6.998 kHz (frequenza poi abbandonata e non più utilizzata).
Il suono trasmesso consiste in un ronzio simile a quello di un sonar, dalla durata di 1,2 secondi, con pause di 1 - 1,3 secondi circa, ripetuto dalle 21 alle 34 volte al minuto. Fino a novembre 2010 ogni ronzio aveva una durata minore, di circa 0,8 secondi.

## Messaggi vocali
In alcune rare occasioni, il ronzio si interrompe e cede il posto a brevi messaggi vocali. Questi messaggi sono trasmessi in russo, vengono pronunciati da una voce maschile, seguono uno schema pressoché sempre uguale e comprendono solitamente sequenze di numeri e nomi propri di persone.
Ecco alcuni esempi di messaggi vocali:
(Ore 21:00 UTC+0 del 24 dicembre 1997)
(Ore 4:18 UTC+0 del 9 dicembre 2002)
(Ore 7:57 UTC+0 del 21 febbraio 2006)
Il 5 giugno 2010 UVB-76 interruppe le trasmissioni e per circa 24 ore vi fu silenzio. Il ronzio ricominciò ad essere trasmesso nella mattina del 6 giugno. Alle 13:35 UTC+0 del 23 agosto 2010 fu trasmesso un messaggio:
(La registrazione della trasmissione del 23 agosto 2010)
Due giorni dopo, il 25 agosto alle 7:13 UTC+0, il suono si interruppe nuovamente e si udirono alcuni rumori di sottofondo, come se un microfono fosse stato lasciato inavvertitamente acceso. Lo stesso giorno il ronzio ripartì, accompagnato questa volta da voci in sottofondo. Il 7 settembre 2010 un altro messaggio vocale fu trasmesso:
(Ore 16:48 UTC+0 del 7 settembre 2010)
Il 17 ottobre 2016 il Buzzer trasmise più di 18 messaggi diversi in meno di 24 ore.
Nel gennaio 2022 la stazione è stata presumibilmente presa di mira da un gruppo di hacker che ha iniziato a mandare in onda meme e diverse canzoni, tra cui la celebre Gangnam Style del rapper sudcoreano Psy, cosa che ha contribuito a ridurre l'inquietudine presente nell'immagine collettiva riguardante la stazione e ha fatto in modo che venisse dato meno credito alle leggende metropolitane sui ronzii del Buzzer diffuse sul web.

## Trasmissioni insolite
In diverse occasioni si sono potuti ascoltare altri suoni in sottofondo al ronzio, facendo quindi presumere che il rumore non sia emesso direttamente da una trasmittente ma venga prodotto da un dispositivo posto vicino ad un microfono costantemente acceso. È anche possibile che, alcune volte, il microfono in questione sia stato attivato involontariamente quando non necessario. In una di queste occasioni, precisamente il 3 novembre 2001, furono udite delle frasi in russo:
Alle 22:25 UTC del 1º settembre 2010, il ronzio si interruppe e venne trasmesso un brano di musica classica della durata di 38 secondi estratto dalla famosa opera Il lago dei cigni del compositore russo Tchaikovsky. Quattro giorni dopo, il 5 settembre, alle ore 12:30 UTC, una voce femminile iniziò a contare in sequenza da 1 a 9 in russo; dopo poco più di un'ora, alle 13:39 UTC, venne trasmesso un messaggio vocale.
Il 17 luglio 2015, la stazione trasmise quello che sembrava essere un segnale di tipo radioteletype (RTTY) in sottofondo al segnale acustico.

## Luogo e scopo della stazione
Lo scopo della stazione non è mai stato ufficialmente rivelato, tuttavia l'ex ministro delle Comunicazioni e dell'Informatica lituano Rimantas Pleikys ha scritto che lo scopo dei messaggi vocali è quello di confermare che gli operatori delle stazioni di ricezione sono allertati. Altre spiegazioni sono che la trasmissione viene costantemente ascoltata da commissariati militari.
Una congettura pubblicata sulla rivista Russian Journal of Earth Sciences descrive un osservatorio che misurerebbe i cambiamenti nella ionosfera trasmettendo un segnale a 4.625 kHz, uguale al Buzzer.
È stato anche ipotizzato che i messaggi vocali siano una sorta di comunicazioni militari cifrate russe, e che il ronzio sia solo un "marcatore" utilizzato per mantenere la frequenza sempre occupata, rendendola così poco appetibile per altri potenziali utenti e in modo da poter prontamente trasmettere in caso di bisogno. Il suono caratteristico potrebbe essere utilizzato per sintonizzare il segnale su un vecchio ricevitore analogico.
Un'altra teoria afferma che il segnale emesso sarebbe stato utilizzato nel sistema di controllo nucleare sovietico Perimetr (conosciuto anche come Dead Hand) in uso durante la guerra fredda e ancora attivo secondo alcuni. Concepito come strumento di deterrenza, in base alle ipotesi Perimetr, nel caso in cui il ronzio si interrompesse si innescherebbe il lancio di missili nucleari, in caso di attacco nucleare al paese: si provocherebbe così la reciproca autodistruzione di entrambe le fazioni.
Ci sono altre due stazioni russe che seguono uno schema simile, soprannominate The Pip e The Squeaky wheel. Come il Buzzer, queste stazioni trasmettono un suono caratteristico che viene ripetuto costantemente e ogni tanto viene temporaneamente interrotto per trasmettere messaggi vocali codificati. Come The Buzzer, queste stazioni trasmettono un suono continuo (nel caso di The Pip si tratta di un cicalino, nel caso di The Squeaky wheel di un suono simile al cigolio di una ruota), interrotto occasionalmente da trasmissioni vocali cifrate.
Il trasmettitore originale era situato vicino a Povarovo, in Russia, a 56°05′00″N 37°06′37″E, che si trova a metà strada tra Zelenograd e Solnečnogorsk e 10 chilometri a nordovest di Mosca, vicino al villaggio di Lozhki. La posizione e il presunto nominativo erano sconosciuti fino alla prima trasmissione vocale nota, del 1997. Nel settembre 2010 il trasmettitore della stazione è stato trasferito nei pressi del villaggio di Kerro Massiv, nell'Oblast' di Leningrado, non lontano dalla città di San Pietroburgo. Il trasferimento potrebbe essere dovuto ad una riorganizzazione delle forze armate russe. Le coordinate di questa stazione sono 60°18′40.1″N 30°16′40.5″E ed essa fa parte del 60th Communication Hub. Oltre a questa stazione sembrerebbe esistere un secondo sito di trasmissione, situato nella città di Naro-Fominsk, 70 km a sud ovest di Mosca, alle coordinate 55°25′35″N 36°42′33″E. Non si hanno molte informazioni su questa seconda stazione, se non che fa parte del 69th Communication Hub.
Nel 2011 un gruppo di esploratori urbani perlustrò gli edifici abbandonati a Povarovo e affermò che si trattava di una base militare abbandonata. È stato rilevato un segnale radio che confermava il funzionamento di un trasmettitore a 4.625 kHz.

## Contesto geopolitico e riattivazioni
UVB-76 ogni tanto torna a farsi sentire proprio quando il clima internazionale si fa più teso, specie quando ci sono problemi tra la Russia e i paesi occidentali . Non si sa di preciso se ci sia un legame diretto tra questa emittente e le mosse militari di Mosca, ma in tanti hanno notato che certe trasmissioni strane saltano fuori proprio durante periodi delicati.
In passato, ogni volta che la Russia faceva esercitazioni militari o lanciava avvertimenti politici, UVB-76 cominciava a mandare messaggi vocali coi soliti codici . Nel giugno del 2025 sono arrivate trasmissioni con parole tipo azotobak e osholin proprio quando Putin e Trump stavano parlando al telefono per discutere di una possibile reazione militare russa contro l’Ucraina . A luglio dello stesso anno, altre parole in codice — come Himalayan, Pekinsky e Kommunike — sono state captate mentre l’esercito russo faceva grandi manovre, e il sottomarino nucleare Oryol simulava un attacco contro un nemico "occidentale" . Questo ha fatto pensare a qualcuno che UVB-76 possa servire come una specie di canale "di riserva", magari per mostrare che le forze strategiche russe sono pronte a tutto .
Poi c'è l'attrito con il Regno Unito, che secondo alcuni avrebbero spinto il Cremlino a "riattivare" la radio. C'è pure Patruchev, l’ex capo dei servizi segreti russi, che accusa l’MI6 e l’MI5 di provocare la Russia nel Mar Baltico e di voler rompere i contatti tra Washington e Mosca . In tutto questo, i messaggi trasmessi dalla UVB-76 sembrano arrivare quasi come "risposte" o comunque segnali da non sottovalutare . C'è chi dice che tutta ‘sta cosa potrebbe essere anche una forma di guerra psicologica, cioè un modo per mettere pressione o seminare confusione tra gli avversari . Senza comunicati ufficiali o conferme da parte delle autorità russe, non si può sapere con certezza cosa significhi ogni singolo messaggio, ma il fatto che tornino sempre in momenti critici lascia molti dubbi